# Stadion Miejski w Aranđelovacu
Stadion Miejski – stadion sportowy w Aranđelovacu, w Serbii. Może pomieścić 5000 widzów. Swoje spotkania rozgrywają na nim piłkarze klubu FK Šumadija Aranđelovac.